# Power Snooker Masters
Das Power Snooker Masters war ein Snookerturnier, das als Einladungsturnier im Rahmen der Snooker Main Tour in der Snooker-Variante Power Snooker ausgetragen wurde. 2010 (damals noch Power Snooker Event) handelte es sich um ein Eintagesturnier mit 8 Spielern. Austragungsort war das indigO2 in London. Unter dem Namen Power Snooker Masters 2011 ging das Turnier ein Jahr später in die zweite Ausgabe, die Teilnehmerzahl wurde auf 16 Spieler verdoppelt und auch die Dauer auf 2 Tage ausgedehnt. Austragungsort war diesmal das Trafford Centre in Manchester.

## Sieger
| Jahr                                   | Austragungsort                         | Sieger                                 | Ergebnis                               | Finalist                               | Saison                                 |                                        |
| Power Snooker (kein Ranglistenturnier) | Power Snooker (kein Ranglistenturnier) | Power Snooker (kein Ranglistenturnier) | Power Snooker (kein Ranglistenturnier) | Power Snooker (kein Ranglistenturnier) | Power Snooker (kein Ranglistenturnier) | Power Snooker (kein Ranglistenturnier) |
| -------------------------------------- | -------------------------------------- | -------------------------------------- | -------------------------------------- | -------------------------------------- | -------------------------------------- | -------------------------------------- |
| 2010                                   | London – indigO2                       | Ronnie O’Sullivan                      | 572:258                                | Ding Junhui                            | 2010/11                                |                                        |
| 2011                                   | Manchester – Trafford Centre           | Martin Gould                           | 286:258                                | Ronnie O’Sullivan                      | 2011/12                                |                                        |